# Teledapus picatus
Teledapus picatus là một loài bọ cánh cứng trong họ Cerambycidae.